# Neda Razavipour
Neda Razavipour née en 1969 est une photographe et performeuse iranienne. Elle vit et travaille à Lucerne et Téhéran.

## Biographie
Neda Razavipour née en 1969, étudie à l'École Nationale Supérieure des Arts Décoratifs à Paris. Elle vit et travaille à Lucerne et Téhéran.
En 2012, elle est en résidence à la Cité internationale des arts à Paris. Elle s'intéresse au moment précis où ordre et chaos coexistent, aux limites du stable et de l’instable.
En 2014 Oscillation traite du quotidien. Elle s'entoure vaisselle, précieuse : opaline, céramique, porcelaine, verre, cristal qu'elle dépoussière et range dans une commode. Une bande son faite de bris, d'éclats de fracas annonce ce qui va suivre. Neda Razavipour ferme soigneusement les portes, elle saisit la commode, la soulève et la jette dans un fracas étourdissant. Puis, les débris sont ramassés, triés, replacés dans la commode. Le même scénario se reproduit.
Pour la série l’Ange écorché réalisée entre 2007 et 2009, elle pose nue, des ailes d’ange rouges ou blanches fixées dans le dos. Elle tient en main le déclencheur. Chaque photographie se situe entre la réalité et le rêve, frôlant l’ornement, l’icône.
Pour l’Espace entre deux et Edge of Chaos de 2023, elle utilise une robe immaculée incrustée de débris, de la vaisselle cassée : objets des performances passées.

## Expositions
- Others, ENSAD, Paris, 1997[5]

- Notes of A Housewife, Iranian Artists Forum, Teheran, 2005
- Flayed Angel, Igreg Gallery, Teheran, 2011
- Edge of Chaos, Etemad Gallery, Teheran, 2014
- Oscillation, Etemad Gallery, Teheran, 2015
- Daily Notes 2007-2010, Dastan's Basement Gallery, Teheran, 2018

- Musical Chairs, Performance, Kulturhaus Helferei, Zurich, 2021

- Gestures not to be forgo\en, series of Performances, Lucerne and Zurich, 2022
- Les Trésors du Temps, Trudelhaus, Baden, 2022
- l’Espace entre deux, Salon/H, Paris, 2023